# ACE
ACE (скор. від англ. Automatic Computing Engine, Автоматична обчислювальна машина) — перший електронний комп'ютер зі збереженою в пам'яті програмою, розроблений у Великій Британії. Виконано за проєктом Алана Тюрінга 1946 року.
19 лютого 1946 Тюрінг надав Виконавчому комітету Національної фізичної лабораторії Великої Британії перший завершений проєкт комп'ютера зі збереженою у пам'яті програмою. На відміну від більшості ранніх проєктів, він нічим не був схожий на комп'ютер EDVAC. Це був повністю незалежний проєкт, розроблений одночасно з EDVACом.
ACE оперував 48-бітними комірками пам'яті. Він використовував як основну пам'ять пам'ять на лініях затримки та містив близько 7000 вакуумних ламп. Час, необхідний для виконання операції множення, становив близько 448 мікросекунд. Перший зібраний зразок займав три поверхи Національної фізичної лабораторії Великої Британії.
Внаслідок різних труднощів, першим в дійсності побудованим варіантом ACE був Pilot ACE, що був зменшеною версією початкового проєкту Тюрінга. Повномасштабний варіант був сконструйований пізніше, наприкінці 1950-х років і функціонував до кінця 1957 року, але до того часу вже застарів через використання ліній затримки як основної пам'яті.